# RAB2B
RAB2B (англ. RAB2B, member RAS oncogene family) – білок, який кодується однойменним геном, розташованим у людей на 14-й хромосомі. Довжина поліпептидного ланцюга білка становить 216 амінокислот, а молекулярна маса — 24 214.
| 10         |  | 20         |  | 30         |  | 40         |  | 50         |
| ---------- |  | ---------- |  | ---------- |  | ---------- |  | ---------- |
| MTYAYLFKYI |  | IIGDTGVGKS |  | CLLLQFTDKR |  | FQPVHDLTIG |  | VEFGARMVNI |
| DGKQIKLQIW |  | DTAGQESFRS |  | ITRSYYRGAA |  | GALLVYDITR |  | RETFNHLTSW |
| LEDARQHSSS |  | NMVIMLIGNK |  | SDLESRRDVK |  | REEGEAFARE |  | HGLIFMETSA |
| KTACNVEEAF |  | INTAKEIYRK |  | IQQGLFDVHN |  | EANGIKIGPQ |  | QSISTSVGPS |
| ASQRNSRDIG |  | SNSGCC     |  |            |  |            |  |            |

A: Аланін

C: Цистеїн

D: Аспарагінова кислота

E: Глутамінова кислота

F: Фенілаланін

G: Гліцин

H: Гістидин

I: Ізолейцин

K: Лізин

L: Лейцин

M: Метіонін

N: Аспарагін

P: Пролін

Q: Глутамін

R: Аргінін

S: Серин

T: Треонін

V: Валін

W: Триптофан

Кодований геном білок за функціями належить до фосфопротеїнів, ліпопротеїнів. 
Задіяний у таких біологічних процесах, як транспорт, транспорт білків, транспорт між ендоплазматичним ретикулумом і апаратом Гольджі, альтернативний сплайсинг. 
Білок має сайт для зв'язування з нуклеотидами, ГТФ. 
Локалізований у клітинній мембрані, мембрані, ендоплазматичному ретикулумі, апараті гольджі.